# 英雄傳說 軌跡系列
《英雄傳說 軌跡系列》是日本Falcom公司製作的角色扮演遊戲英雄傳說系列第三期的總稱。是從2004年起推出，至今尚未完结的系列遊戲。目前包含了《英雄傳說VI 空之軌跡》、《英雄傳說VII》、《英雄傳說 閃之軌跡》、《英雄傳說 創之軌跡》、《英雄傳說 黎之軌跡》、《英雄傳說 曉之軌跡》和《英雄傳說 界之軌跡 -Farewell, O Zemuria-》合計七部作品，擁有相同的世界觀及人物關係設定。截至2024年中旬，軌跡系列的總銷量超過了800萬套。
- 2012年作品《那由多之軌跡》與《空》&《Ⅶ》&《閃》並非同世界觀作品，而沒有收錄於此。

相關作品簡稱
| 《空》   | ：英雄傳說Ⅵ 空之軌跡系列作品的統稱        |  |
| 《FC》   | ：英雄傳說 空之軌跡FC                     |  |
| 《SC》   | ：英雄傳說 空之軌跡SC                     |  |
| 《3rd》  | ：英雄傳說 空之軌跡the 3rd                |  |
| 《Ⅶ》    | ：《零之軌跡》與《碧之軌跡》的統稱        |  |
| 《零》   | ：英雄傳說 零之軌跡                       |  |
| 《碧》   | ：英雄傳說 碧之軌跡                       |  |
| 《閃》   | ：英雄傳說 閃之軌跡系列作品的統稱         |  |
| 《閃1》  | ：英雄傳說 閃之軌跡                       |  |
| 《閃2》  | ：英雄傳說 閃之軌跡II                     |  |
| 《閃NW》 | ：英雄傳說 閃之軌跡 北方戰役              |  |
| 《閃3》  | ：英雄傳說 閃之軌跡III                    |  |
| 《閃4》  | ：英雄傳說 閃之軌跡IV                     |  |
| 《創》   | ：英雄傳說 創之軌跡                       |  |
| 《黎1》  | ：英雄傳說 黎之軌跡                       |  |
| 《黎2》  | ：英雄傳說 黎之軌跡II                     |  |
| 《界》   | ：英雄傳說 界之軌跡 -Farewell, O Zemuria- |  |

## 概要
從2004年發表的《英雄傳說VI 空之軌跡》開始，為英雄傳說系列的第3期。也是目前玩家熟悉的軌跡系列的開端，與第1期伊賽魯哈撒篇、第2期卡卡布三部曲有著完全不同的世界觀。截至2023年12月為止，包含了《空》和《英雄傳說VII》和《英雄傳說 閃之軌跡》等合計有13部作品。。
- 整個系列以虛構的塞姆利亞大陸（ゼムリア大陸）作為遊戲舞台，擁有共同的世界觀。以稱作「導力」的能源架構出另一個獨特的科技世界。接連兩部作品間的年份差距很小（多不超過1年），劇情間彼此環環相扣，且有部分角色會跨多部作品登場。

- 《空》的三部曲系列為Microsoft Windows專屬的PC平台遊戲。但Falcom考量的遊戲市場變遷，將2010年開始《Ⅶ》的兩部作品轉移到PSP平台。之後空軌三部曲繁體中文代理商英特衛因廣大系列作粉絲的支持而積極向Falcom請願。最終中國公司歡樂百世與英特衛合作，由前者取得代理權並負責移植與進行高畫質重製[4]，再由兩家公司分別於2011年和2013年發行了《零》與《碧》的簡體中文和繁體中文版PC遊戲。2013年起的《閃》最新系列則轉移到PS3與PSV雙平台。而2014年的《閃II》首度實現了日文、中文（簡體與繁體）及韓文版的同步發售。

- 另外在2012年起，Falcom授權日商角川遊戲先後發行《Ⅶ》及《空》等五部遊戲的PSV平台升級版。主要優化內容包括：畫面解析度升級、OP、ED重新錄製、角色立繪重製、主線人物全語音化（《空》有支線主要人物語音）、新增劇情插圖、戰鬥系統與最新系列接軌（《空》加入地圖攻擊，全五作均加入自動戰鬥模式）、劇情Auto模式、語音重播功能以及新增魔物和寶箱內容重製等等。目前發行順序為2012年10月《零Evo》、2014年6月《碧Evo》、2015年6月《FC Evo》、2015年12月《SC Evo》、2016年7月《3RD Evo》。[5]

- 2010年Falcom宣布軌跡系列全球銷售量突破100萬套。《零》榮獲2010年PSP玩家票選獎、法米通2010年度優秀獎第五位、2011日本遊戲大獎。《碧》榮獲2011未來部門獎。《閃》榮獲2013未來部門獎。

## 系列構成
英雄傳說系列第三期軌跡系列，目前包含英雄傳說系列第六代《空之軌跡》、第七代《零之軌跡》《碧之軌跡》、第八代《閃之軌跡》、《創之軌跡》以及最新作品《黎之軌跡》，合計共13部作品。
第六代《英雄傳說VI 空之軌跡》分別由前篇、後篇、後日談的《空之軌跡FC》、《空之軌跡SC》和《空之軌跡 the 3rd》組成。以利貝爾王國為舞台，描述游擊士艾絲蒂爾為主的故事。
第七代《英雄傳說VII》則由前篇、後篇的《零之軌跡》、《碧之軌跡》組成。以克洛斯貝爾自治州為舞台，描述搜查官羅伊德為主的故事。
第八代《閃之軌跡》以埃雷波尼亞帝國為舞台，描述軍官學院學生黎恩為主的故事。中間穿插動畫兼手游企劃《閃之軌跡 北方戰役》，以諾森比亞自治州為舞台，描述北方獵兵拉薇安為主的故事。
《創之軌跡》為《碧之軌跡》與《閃之軌跡》的後日談，亦為軌跡系列故事前半部的結束與後半部的開始，描述《閃之軌跡4》結局約3個月後，克洛斯貝爾自治州再次獨立的過程與期間所發生的事件，由《零之軌跡》《碧之軌跡》主角羅伊德為首的特務支援課、《閃之軌跡》主角黎恩為首的新舊VII班，以及以神秘人C為首的新生帝國解放戰線三方互相穿插的故事。
《黎之軌跡》以卡爾瓦德共和國為舞台，描述地下萬事屋所長范恩為主的故事。
最新的線上遊戲作品《曉之轨迹》以“利貝爾王國”、“克洛斯貝爾自治州”和“雷米菲利亞公國”三地为舞台，描述原獵兵纳哈特·怀斯的故事。
《界之軌跡 -Farewell, O Zemuria-》延續了軌跡系列的「導力科技」世界觀，舞台依據故事介紹轉移到了塞姆利亞大陸的奧雷德自治州。是接續英雄傳說系列第九代《英雄傳說 黎之軌跡》的後續故事。
- 系列第一部原以《英雄傳說VI 空之軌跡》的標題發售，不過在《空之軌跡SC》（Second Chapter，第二章）發售以後，即改名為《英雄傳說 空之軌跡FC》（First Chapter，第一章）。

- 在《空之軌跡SC》開始，英雄傳說系列的代號不再出現在標題上。因此Falcom曾經為了此取消代號的措施，在《零之軌跡》發售時，特別於官方Twitter上認證其為英雄傳說系列第七代作品[6]。

|              |              |              |              |              |              |  |  | 第1期：伊賽魯哈撒篇 | 第1期：伊賽魯哈撒篇 | 第1期：伊賽魯哈撒篇 | 第1期：伊賽魯哈撒篇 | 第1期：伊賽魯哈撒篇 | 第1期：伊賽魯哈撒篇 |  |  | I・II                                   | I・II                                   | I・II                                   | I・II                                   | I・II                                   | I・II                                   |  |  |                                |                                |                                |                                |                                |                                |
|              |              |              |              |              |              |  |  | 第1期：伊賽魯哈撒篇 | 第1期：伊賽魯哈撒篇 | 第1期：伊賽魯哈撒篇 | 第1期：伊賽魯哈撒篇 | 第1期：伊賽魯哈撒篇 | 第1期：伊賽魯哈撒篇 |  |  | I・II                                   | I・II                                   | I・II                                   | I・II                                   | I・II                                   | I・II                                   |  |  |                                |                                |                                |                                |                                |                                |
|              |              |              |              |              |              |  |  | 第2期：卡卡布三部曲 | 第2期：卡卡布三部曲 | 第2期：卡卡布三部曲 | 第2期：卡卡布三部曲 | 第2期：卡卡布三部曲 | 第2期：卡卡布三部曲 |  |  | III・IV・V                              | III・IV・V                              | III・IV・V                              | III・IV・V                              | III・IV・V                              | III・IV・V                              |  |  |                                |                                |                                |                                |                                |                                |
|              |              |              |              |              |              |  |  | 第2期：卡卡布三部曲 | 第2期：卡卡布三部曲 | 第2期：卡卡布三部曲 | 第2期：卡卡布三部曲 | 第2期：卡卡布三部曲 | 第2期：卡卡布三部曲 |  |  | III・IV・V                              | III・IV・V                              | III・IV・V                              | III・IV・V                              | III・IV・V                              | III・IV・V                              |  |  |                                |                                |                                |                                |                                |                                |
| 英雄傳說系列 | 英雄傳說系列 | 英雄傳說系列 | 英雄傳說系列 | 英雄傳說系列 | 英雄傳說系列 |  |  |                     |                     |                     |                     |                     |                     |  |  |                                         |                                         |                                         |                                         |                                         |                                         |  |  | 空之軌跡FC                     | 空之軌跡FC                     | 空之軌跡FC                     | 空之軌跡FC                     | 空之軌跡FC                     | 空之軌跡FC                     |
| 英雄傳說系列 | 英雄傳說系列 | 英雄傳說系列 | 英雄傳說系列 | 英雄傳說系列 | 英雄傳說系列 |  |  |                     |                     |                     |                     |                     |                     |  |  |                                         |                                         |                                         |                                         |                                         |                                         |  |  | 空之軌跡FC                     | 空之軌跡FC                     | 空之軌跡FC                     | 空之軌跡FC                     | 空之軌跡FC                     | 空之軌跡FC                     |
|              |              |              |              |              |              |  |  |                     |                     |                     |                     |                     |                     |  |  | 英雄傳說VI 空之軌跡                     | 英雄傳說VI 空之軌跡                     | 英雄傳說VI 空之軌跡                     | 英雄傳說VI 空之軌跡                     | 英雄傳說VI 空之軌跡                     | 英雄傳說VI 空之軌跡                     |  |  | 空之軌跡SC                     | 空之軌跡SC                     | 空之軌跡SC                     | 空之軌跡SC                     | 空之軌跡SC                     | 空之軌跡SC                     |
|              |              |              |              |              |              |  |  |                     |                     |                     |                     |                     |                     |  |  | 英雄傳說VI 空之軌跡                     | 英雄傳說VI 空之軌跡                     | 英雄傳說VI 空之軌跡                     | 英雄傳說VI 空之軌跡                     | 英雄傳說VI 空之軌跡                     | 英雄傳說VI 空之軌跡                     |  |  | 空之軌跡SC                     | 空之軌跡SC                     | 空之軌跡SC                     | 空之軌跡SC                     | 空之軌跡SC                     | 空之軌跡SC                     |
|              |              |              |              |              |              |  |  | 第3期：軌跡系列     | 第3期：軌跡系列     | 第3期：軌跡系列     | 第3期：軌跡系列     | 第3期：軌跡系列     | 第3期：軌跡系列     |  |  |                                         |                                         |                                         |                                         |                                         |                                         |  |  | 空之軌跡 the 3rd               | 空之軌跡 the 3rd               | 空之軌跡 the 3rd               | 空之軌跡 the 3rd               | 空之軌跡 the 3rd               | 空之軌跡 the 3rd               |
|              |              |              |              |              |              |  |  | 第3期：軌跡系列     | 第3期：軌跡系列     | 第3期：軌跡系列     | 第3期：軌跡系列     | 第3期：軌跡系列     | 第3期：軌跡系列     |  |  |                                         |                                         |                                         |                                         |                                         |                                         |  |  | 空之軌跡 the 3rd               | 空之軌跡 the 3rd               | 空之軌跡 the 3rd               | 空之軌跡 the 3rd               | 空之軌跡 the 3rd               | 空之軌跡 the 3rd               |
|              |              |              |              |              |              |  |  |                     |                     |                     |                     |                     |                     |  |  | 英雄傳說VII                             | 英雄傳說VII                             | 英雄傳說VII                             | 英雄傳說VII                             | 英雄傳說VII                             | 英雄傳說VII                             |  |  | 零之軌跡                       | 零之軌跡                       | 零之軌跡                       | 零之軌跡                       | 零之軌跡                       | 零之軌跡                       |
|              |              |              |              |              |              |  |  |                     |                     |                     |                     |                     |                     |  |  | 英雄傳說VII                             | 英雄傳說VII                             | 英雄傳說VII                             | 英雄傳說VII                             | 英雄傳說VII                             | 英雄傳說VII                             |  |  | 零之軌跡                       | 零之軌跡                       | 零之軌跡                       | 零之軌跡                       | 零之軌跡                       | 零之軌跡                       |
|              |              |              |              |              |              |  |  |                     |                     |                     |                     |                     |                     |  |  |                                         |                                         |                                         |                                         |                                         |                                         |  |  | 碧之軌跡                       |                                |                                |                                |                                |                                |
|              |              |              |              |              |              |  |  |                     |                     |                     |                     |                     |                     |  |  |                                         |                                         |                                         |                                         |                                         |                                         |  |  |                                |                                |                                |                                |                                |                                |
|              |              |              |              |              |              |  |  |                     |                     |                     |                     |                     |                     |  |  | 英雄傳說VIII 閃之軌跡                   | 英雄傳說VIII 閃之軌跡                   | 英雄傳說VIII 閃之軌跡                   | 英雄傳說VIII 閃之軌跡                   | 英雄傳說VIII 閃之軌跡                   | 英雄傳說VIII 閃之軌跡                   |  |  | 閃之軌跡                       | 閃之軌跡                       | 閃之軌跡                       | 閃之軌跡                       | 閃之軌跡                       | 閃之軌跡                       |
|              |              |              |              |              |              |  |  |                     |                     |                     |                     |                     |                     |  |  | 英雄傳說VIII 閃之軌跡                   | 英雄傳說VIII 閃之軌跡                   | 英雄傳說VIII 閃之軌跡                   | 英雄傳說VIII 閃之軌跡                   | 英雄傳說VIII 閃之軌跡                   | 英雄傳說VIII 閃之軌跡                   |  |  | 閃之軌跡                       | 閃之軌跡                       | 閃之軌跡                       | 閃之軌跡                       | 閃之軌跡                       | 閃之軌跡                       |
|              |              |              |              |              |              |  |  |                     |                     |                     |                     |                     |                     |  |  |                                         |                                         |                                         |                                         |                                         |                                         |  |  | 閃之軌跡II                     |                                |                                |                                |                                |                                |
|              |              |              |              |              |              |  |  |                     |                     |                     |                     |                     |                     |  |  |                                         |                                         |                                         |                                         |                                         |                                         |  |  |                                |                                |                                |                                |                                |                                |
|              |              |              |              |              |              |  |  |                     |                     |                     |                     |                     |                     |  |  |                                         |                                         |                                         |                                         |                                         |                                         |  |  | 閃之軌跡 北方戰役              |                                |                                |                                |                                |                                |
|              |              |              |              |              |              |  |  |                     |                     |                     |                     |                     |                     |  |  |                                         |                                         |                                         |                                         |                                         |                                         |  |  |                                |                                |                                |                                |                                |                                |
|              |              |              |              |              |              |  |  |                     |                     |                     |                     |                     |                     |  |  |                                         |                                         |                                         |                                         |                                         |                                         |  |  | 閃之軌跡III                    |                                |                                |                                |                                |                                |
|              |              |              |              |              |              |  |  |                     |                     |                     |                     |                     |                     |  |  |                                         |                                         |                                         |                                         |                                         |                                         |  |  |                                |                                |                                |                                |                                |                                |
|              |              |              |              |              |              |  |  |                     |                     |                     |                     |                     |                     |  |  |                                         |                                         |                                         |                                         |                                         |                                         |  |  | 閃之軌跡IV                     |                                |                                |                                |                                |                                |
|              |              |              |              |              |              |  |  |                     |                     |                     |                     |                     |                     |  |  |                                         |                                         |                                         |                                         |                                         |                                         |  |  |                                |                                |                                |                                |                                |                                |
|              |              |              |              |              |              |  |  |                     |                     |                     |                     |                     |                     |  |  | 英雄傳說 創之軌跡                       | 英雄傳說 創之軌跡                       | 英雄傳說 創之軌跡                       | 英雄傳說 創之軌跡                       | 英雄傳說 創之軌跡                       | 英雄傳說 創之軌跡                       |  |  | 創之軌跡                       | 創之軌跡                       | 創之軌跡                       | 創之軌跡                       | 創之軌跡                       | 創之軌跡                       |
|              |              |              |              |              |              |  |  |                     |                     |                     |                     |                     |                     |  |  | 英雄傳說 創之軌跡                       | 英雄傳說 創之軌跡                       | 英雄傳說 創之軌跡                       | 英雄傳說 創之軌跡                       | 英雄傳說 創之軌跡                       | 英雄傳說 創之軌跡                       |  |  | 創之軌跡                       | 創之軌跡                       | 創之軌跡                       | 創之軌跡                       | 創之軌跡                       | 創之軌跡                       |
|              |              |              |              |              |              |  |  |                     |                     |                     |                     |                     |                     |  |  | 英雄傳說 黎之軌跡                       | 英雄傳說 黎之軌跡                       | 英雄傳說 黎之軌跡                       | 英雄傳說 黎之軌跡                       | 英雄傳說 黎之軌跡                       | 英雄傳說 黎之軌跡                       |  |  | 黎之軌跡                       | 黎之軌跡                       | 黎之軌跡                       | 黎之軌跡                       | 黎之軌跡                       | 黎之軌跡                       |
|              |              |              |              |              |              |  |  |                     |                     |                     |                     |                     |                     |  |  | 英雄傳說 黎之軌跡                       | 英雄傳說 黎之軌跡                       | 英雄傳說 黎之軌跡                       | 英雄傳說 黎之軌跡                       | 英雄傳說 黎之軌跡                       | 英雄傳說 黎之軌跡                       |  |  | 黎之軌跡                       | 黎之軌跡                       | 黎之軌跡                       | 黎之軌跡                       | 黎之軌跡                       | 黎之軌跡                       |
|              |              |              |              |              |              |  |  |                     |                     |                     |                     |                     |                     |  |  |                                         |                                         |                                         |                                         |                                         |                                         |  |  | 黎之軌跡II                     |                                |                                |                                |                                |                                |
|              |              |              |              |              |              |  |  |                     |                     |                     |                     |                     |                     |  |  |                                         |                                         |                                         |                                         |                                         |                                         |  |  |                                |                                |                                |                                |                                |                                |
|              |              |              |              |              |              |  |  |                     |                     |                     |                     |                     |                     |  |  | 英雄傳說 晓之軌跡                       | 英雄傳說 晓之軌跡                       | 英雄傳說 晓之軌跡                       | 英雄傳說 晓之軌跡                       | 英雄傳說 晓之軌跡                       | 英雄傳說 晓之軌跡                       |  |  | 晓之軌跡                       | 晓之軌跡                       | 晓之軌跡                       | 晓之軌跡                       | 晓之軌跡                       | 晓之軌跡                       |
|              |              |              |              |              |              |  |  |                     |                     |                     |                     |                     |                     |  |  | 英雄傳說 晓之軌跡                       | 英雄傳說 晓之軌跡                       | 英雄傳說 晓之軌跡                       | 英雄傳說 晓之軌跡                       | 英雄傳說 晓之軌跡                       | 英雄傳說 晓之軌跡                       |  |  | 晓之軌跡                       | 晓之軌跡                       | 晓之軌跡                       | 晓之軌跡                       | 晓之軌跡                       | 晓之軌跡                       |
|              |              |              |              |              |              |  |  |                     |                     |                     |                     |                     |                     |  |  | 英雄傳說 界之軌跡 -Farewell, O Zemuria- | 英雄傳說 界之軌跡 -Farewell, O Zemuria- | 英雄傳說 界之軌跡 -Farewell, O Zemuria- | 英雄傳說 界之軌跡 -Farewell, O Zemuria- | 英雄傳說 界之軌跡 -Farewell, O Zemuria- | 英雄傳說 界之軌跡 -Farewell, O Zemuria- |  |  | 界之軌跡 -Farewell, O Zemuria- | 界之軌跡 -Farewell, O Zemuria- | 界之軌跡 -Farewell, O Zemuria- | 界之軌跡 -Farewell, O Zemuria- | 界之軌跡 -Farewell, O Zemuria- | 界之軌跡 -Farewell, O Zemuria- |
|              |              |              |              |              |              |  |  |                     |                     |                     |                     |                     |                     |  |  | 英雄傳說 界之軌跡 -Farewell, O Zemuria- | 英雄傳說 界之軌跡 -Farewell, O Zemuria- | 英雄傳說 界之軌跡 -Farewell, O Zemuria- | 英雄傳說 界之軌跡 -Farewell, O Zemuria- | 英雄傳說 界之軌跡 -Farewell, O Zemuria- | 英雄傳說 界之軌跡 -Farewell, O Zemuria- |  |  | 界之軌跡 -Farewell, O Zemuria- | 界之軌跡 -Farewell, O Zemuria- | 界之軌跡 -Farewell, O Zemuria- | 界之軌跡 -Farewell, O Zemuria- | 界之軌跡 -Farewell, O Zemuria- | 界之軌跡 -Farewell, O Zemuria- |

### 時間軸
詳細時間軸請參考英雄傳說 軌跡系列用語列表 § 系列作時間軸
《零》、《碧》、《閃》、《晓》四部作品是在遊戲中同时期內，於不同地點發生的故事。
| 故事舞台＼七耀曆 | 之前 | 1202年 | 1202年 | 1202年 | 1202年 | 1202年 | 1202年 | 1202年 | 1202年 | 1202年 | 1202年 | 1202年 | 1202年 | 1203年 | 1203年 | 1203年 | 1203年 | 1203年 | 1203年 | 1203年 | 1203年 | 1203年 | 1203年 | 1203年 | 1203年  | 1204年 | 1204年 | 1204年  | 1204年  | 1204年  | 1204年  | 1204年  | 1204年  | 1204年  | 1204年  | 1204年  | 1204年  | 1205年  | 1205年  | 1205年  | 1205年   | 1205年   | 1205年   | 1205年   | 1205年   | 1205年   | 1205年   | 1205年   | 1205年   | 1206年   | 1206年   | 1206年  | 1206年  | 1206年  | 1206年  | 1206年  | 1206年  | 1206年  | 1206年  | 1206年  | 1206年  | 1207年 | 1207年 | 1207年 | 1207年 | 1207年 | 1207年 | 1207年 | 1207年 | 1207年 | 1207年 | 1207年 | 1207年 | 1208年 | 1208年 | 1208年 | 1208年 | 1208年 | 1208年  | 1208年  | 1208年  | 1208年  | 1208年  | 1208年  | 1208年  | 1209年  | 1209年  | 1209年  | 1209年  | 1209年  | 1209年 | 1209年 | 1209年 | 1209年 | 1209年 | 1209年 | 1209年 |
| ---------------- | ---- | ------ | ------ | ------ | ------ | ------ | ------ | ------ | ------ | ------ | ------ | ------ | ------ | ------ | ------ | ------ | ------ | ------ | ------ | ------ | ------ | ------ | ------ | ------ | ------- | ------ | ------ | ------- | ------- | ------- | ------- | ------- | ------- | ------- | ------- | ------- | ------- | ------- | ------- | ------- | -------- | -------- | -------- | -------- | -------- | -------- | -------- | -------- | -------- | -------- | -------- | ------- | ------- | ------- | ------- | ------- | ------- | ------- | ------- | ------- | ------- | ------ | ------ | ------ | ------ | ------ | ------ | ------ | ------ | ------ | ------ | ------ | ------ | ------ | ------ | ------ | ------ | ------ | ------- | ------- | ------- | ------- | ------- | ------- | ------- | ------- | ------- | ------- | ------- | ------- | ------ | ------ | ------ | ------ | ------ | ------ | ------ |
| 故事舞台＼七耀曆 | 之前 |        |        |        |        |        |        |        |        |        |        |        |        |        |        |        |        |        |        |        |        |        |        |        |         |        |        |         |         |         |         |         |         |         |         |         |         |         |         |         |          |          |          |          |          |          |          |          |          |          |          |         |         |         |         |         |         |         |         |         |         |        |        |        |        |        |        |        |        |        |        |        |        |        |        |        |        |        |         |         |         |         |         |         |         |         |         |         |         |         |        |        |        |        |        |        |        |
| 利貝爾王國       |      |        |        | 《FC》 | 《FC》 | 《FC》 | 《FC》 | 《FC》 | 《FC》 | 《FC》 | 《SC》 | 《SC》 | 《SC》 | 《SC》 | 《SC》 | 《SC》 | 《SC》 | 《SC》 | 《SC》 | 《SC》 |        |        |        |        | 《3rd》 |        |        |         |         |         |         |         |         |         |         |         |         |         |         |         |          |          |          |          |          |          |          |          |          |          |          |         |         |         |         |         |         |         |         |         |         |        |        |        |        |        |        |        |        |        |        |        |        |        |        |        |        |        |         |         |         |         |         |         |         |         |         |         |         |         |        |        |        |        |        |        |        |
| 克洛斯貝爾自治州 |      |        |        |        |        |        |        |        |        |        |        |        |        |        |        |        |        |        |        |        |        |        |        |        |         | 《零》 | 《零》 | 《零》  | 《零》  | 《零》  | 《零》  |         | 《碧》  | 《碧》  | 《碧》  | 《碧》  | 《碧》  |         |         |         |          |          |          |          |          |          |          |          |          |          |          |         |         |         |         |         |         |         |         |         |         | 《創》 | 《創》 | 《創》 |        |        |        |        |        |        |        |        |        |        |        |        |        |        |         |         |         |         |         |         |         |         |         |         |         |         |        |        |        |        |        |        |        |
| 埃雷波尼亞帝國   |      |        |        |        |        |        |        |        |        |        |        |        |        |        |        |        |        |        |        |        |        |        |        |        |         |        |        | 《閃1》 | 《閃1》 | 《閃1》 | 《閃1》 | 《閃1》 | 《閃1》 | 《閃1》 | 《閃1》 | 《閃2》 | 《閃2》 | 《閃2》 | 《閃2》 | 《閃2》 | 《閃NW》 | 《閃NW》 | 《閃NW》 | 《閃NW》 | 《閃NW》 | 《閃NW》 | 《閃NW》 | 《閃NW》 | 《閃NW》 | 《閃NW》 | 《閃NW》 | 《閃3》 | 《閃3》 | 《閃3》 | 《閃3》 | 《閃3》 | 《閃4》 | 《閃4》 | 《閃4》 | 《閃4》 | 《閃4》 | 《創》 | 《創》 | 《創》 |        |        |        |        |        |        |        |        |        |        |        |        |        |        |         |         |         |         |         |         |         |         |         |         |         |         |        |        |        |        |        |        |        |
| 卡爾瓦德共和國   |      |        |        |        |        |        |        |        |        |        |        |        |        |        |        |        |        |        |        |        |        |        |        |        |         |        |        |         |         |         |         |         |         |         |         |         |         |         |         |         |          |          |          |          |          |          |          |          |          |          |          |         |         |         |         |         |         |         |         |         |         |        |        |        |        |        |        |        |        |        |        |        |        |        |        |        |        |        | 《黎1》 | 《黎1》 | 《黎1》 | 《黎1》 | 《黎1》 | 《黎1》 | 《黎2》 | 《黎2》 | 《黎2》 | 《黎2》 | 《黎2》 | 《黎2》 |        |        |        |        |        |        |        |

### 那由多之軌跡
《那由多之軌跡》是軌跡系列的第一部動作角色扮演遊戲（ARPG）。本作品沒有冠上英雄傳說的名號，而且經Falcom認證，是一款世界觀與軌跡系列無關的新作。由於世界觀設定、遊戲系統、登場人物皆與系列中的其他作品無任何關聯，因此不在此條目介紹。

## 系統
《軌跡系列》作品的基本系統及操作方法目前仍與開山作《FC》相同。遊戲基本上就是操縱主角及其隊友們，在地圖上移動然後與NPC對話、完成所交付任務、收集物品及與敵人戰鬥等來觸發故事劇情，屬於一般正統風格的角色扮演遊戲。
地圖場景及物件都是以3D構成，而人物則是2D。不過從2013年《英雄傳說 閃之軌跡》起（使用Sony旗下SCEJ公司所提供的PhyreEngine系統所開發）軌跡系列也進入了作品全3D時代。玩家會從一特定的角度俯視地圖，移動中可順逆時針旋轉視點。在戰鬥中也一樣可以旋轉視點，在對付巨大的敵人時非常好用，但是某些特定場景是無法自由旋轉視點的。
玩家遇到NPC時只需要壓下按鍵即可與之對話或是觸發事件，然而除了在城市內，其他地方所遇到的NPC大多是到處徘徊的魔獸或敵人，當玩家觸碰到敵人時將會立即進入戰鬥。戰鬥時的場景完全依照當時玩家在地圖上所在地的場景。

### 劇本組成
最先在《英雄傳說IV 朱紅的淚》登場過的開放式劇本系統，有助於減少角色扮演遊戲有時會造成的雜亂無章的探索，在遊戲系統中即有劇情的進行流程紀錄。但同時也有隱藏要素需要玩家自行探索。
分為推進遊戲的主要劇情與不影響主要劇情的支線劇情。依據每一部主角身分的不同而有不同名稱。
《閃》因應主角為軍校學生的身份，系統中出現了七耀曆的詳細日程，隨著每日課程所進行的任務而使故事劇情往前推進。
主要劇情
- 《FC》、《SC》：主要委託
- 《3rd》　　　 ：影之國探索
- 《零》、《碧》：搜查任務
- 《閃》　　　　：特別實習（必須）、實戰測驗、課外活動（必須）

支線劇情
- 《FC》、《SC》：次要委託
- 《3rd》　　　 ：記憶之扉
- 《零》、《碧》：支援請求
- 《閃》　　　　：特別實習（非必須）、課外活動（非必須）、絆事件

### 數值
人物的數值，可分為三種種類。
狀態
- Level

人物的等級，取得足夠經驗值便能升級，多數能力值也會一起上升。
- HP

HP代表人物的生命值，等級上升則HP最大值也會上升並自動補滿。但依據人物特性的不同，HP量會有明顯的差距。受傷時可以用休息、回復魔法、藥物、料理或是戰鬥中AT獎勵等方法回復。HP歸0的話則無法繼續戰鬥，陷入“戰鬥不能”狀態。此時可以用到特定場所休息、使用特殊回復魔法或藥物等辦法來復活。戰鬥中我方全體人員HP都歸0的話一般會GAME OVER。
- EP

使用魔法的時候需消耗特定EP量，最大值根據導力器結晶孔開啟狀況決定。EP可以用休息，EP膠囊或是戰鬥中AT獎勵等辦法回復。人物等級上升時自動補滿（《閃》只回復部分EP）。戰鬥不能的人員的EP會原額保留待復活後繼續使用。
- CP

使用戰技時需消耗特定CP量，CP最大值為200。獲得CP的辦法主要是攻擊和被攻擊或是戰鬥中AT獎勵。此外某些飾品或結晶迴路可以讓佩戴的角色以其他額外方法（例如自動回復、打倒敵人及在場景中攻擊敵人）累積CP。一旦陷入戰鬥不能狀態，CP會被歸零。
能力
- STR－物理攻擊力。
- DEF－物理防禦力。
- ATS－魔法攻擊力。
- ADF－魔法防禦力。
- SPD－行動速度，與戰鬥時的行動順序及頻率有關。
- DEX－準確度，與物理攻擊的命中率有關。
- AGL－敏捷度，與物理攻擊的迴避率有關。
- MOV－移動力，每回合可移動範圍。
- RNG－攻擊範圍，可攻擊的距離。

經驗
- EXP －經驗值。戰鬥勝利後自動獲得，達到一定程度後可以升級。
- NEXT－上升至下一級所需要達到的經驗值。

#### 裝備
共有武器、衣服、鞋、裝飾品4種裝備。獲得方式有從商店購買、任務獲得、開寶箱、從敵人身上獲得等。
裝備後主要的效果如下：
武器
主要且必備效果是提升STR，但也有部分，特別是較高等級武器也可能會增加ATS等數值。每個角色的武器種類固定（例如：艾絲蒂爾只能使用棍棒、約書亞只能使用雙劍）。
沒裝備武器時，裝備欄會顯示裝備「練習用武器」（但攻擊力0且攻擊範圍最小）。
衣服、靴
衣服主要上升DEF和ADF，靴則主要是DEF、MOV、AGL，但也有部分也可能會增加STR、ATS等數值。一般沒有限定裝備的對象，但有少數會限定只給男性或女性，甚至特定角色使用。
飾品
每個角色最多可裝備二件飾品，每件飾品附加的效果幾乎都不相同，有防異常狀態、CP值恢復加快、能力上升、射程增加之類。少數會限定特定角色或單一性別使用。

### 料理
《空》在吃了料理以後，該項料理會被記錄在「料理手冊」中，此後只要擁有指定的食材就能夠製作該項料理。《零》與《碧》可通過地圖、書籍等學會。《閃》由特殊NPC傳授。料理有許多功能，最基本的就是回覆HP及解除異常狀態等效果。
料理可分為三大種類：
- 大盤料理：無法攜帶，製作後必須現場吃完。僅出現於《空》。
- 隨身料理：能夠隨身攜帶並在戰鬥中使用。
- 攻擊料理：《SC》後增加，可以作為在戰鬥中投射出去

料理的食材有麵粉、糖、鹽等最基本的食材和魔獸的骨、牙、甲殼、肉等。一般的食材在商店都能購買，而部分魔獸食材必須打倒特定敵人才可獲得，也有必須釣魚或是開寶箱才可獲得的，然而《3rd》中的魔獸食材可以用購買的。

### 釣魚
在釣魚點選定釣竿和魚餌，在適當時機將魚釣上來的小遊戲。《FC》及《3rd》中在特定情況下才可遊玩，不過在《SC》、《Ⅶ》只要有釣魚點就可以隨時進行遊戲。
《SC》及《Ⅶ》後各代遊戲在地圖上各地的水邊（河流、湖泊、池塘甚至是下水道），水面有波紋出現的地方就是釣魚點。釣魚方法為選擇適當的魚餌及釣竿，然後定時準確按下按鈕即可釣到魚。同一地點基本上都能釣到2種以上的魚，魚種主要由魚餌跟釣竿的組合來決定。不過設定越珍貴的魚就越難釣（按鈕速度要很快），有少數幾種「魚王」在單輪遊戲中都只能釣到一次。釣到的魚、當時使用的餌、釣到的地點、到目前為止的釣到的次數皆會被登錄於「釣魚手冊」。
釣到的魚也會吐出一些如回復藥、食材跟耀晶片等道具。如果是需要靠釣魚來解任務的話還會吐出任務道具來。另外在遊戲開始時是不能在商店內購買魚餌的，僅能靠打魔物或開寶箱獲得。但滿足一定條件後，可以在特地的地點購買魚餌。而釣竿是從任務的報酬或完成特定劇情要素後獲得。

### 魔獸手冊
是在《空》移植到PSP版本後新增加的功能，記錄了到當前進度為止與玩家戰鬥過的所有怪物屬性、弱點、掉落的耀晶片及道具等事項。
在《Ⅶ》和《閃》中成為固定系統，被稱作「戰鬥手冊」，收集一定數量檔案可在遊戲中特定地點兌換獎金或獎品。

### 人物手冊
《閃》新增加的功能，記錄了主角群、同學、教官及其他學院角色的訊息，收集一定量檔案後可在遊戲中特定地點兌換獎品。

### 存檔繼承
《軌跡系列》在遊戲破關以後，會計算在解決主線任務、支線任務及隱藏任務的實績分數後建立存檔。
實績分數在《空》稱為BP（Bracer Point，游擊士功績），在《Ⅶ》稱為DP（Detective Point，搜查功績），在《閃》稱為AP（Academic Point，學業功績）。
依照存檔的實績分數，可在下一作中繼承前作的一些數值與取得隱藏道具。
《Ⅶ》和《閃》中存檔繼承除了可以供下一作使用外，在同遊戲第二次遊玩時也可以繼承第一次的數值與開啟隱藏要素。

### 羈絆系統
《Ⅶ》的新系統。主角透過各種事件與選項，與不同的夥伴提升親密度。完成羈絆後可得到特定的戰鬥技能或者特殊物品，部分劇情也隨著羈絆的差異而有所不同。羈絆劇情也能在存檔繼承中延續到下一代。

### 動態語音
《閃》的新系統。除了在劇情及戰鬥之外，在移動中因應不同的場景，可以聽到隊伍中每位角色對場景變換或事件的對話語音，在畫面上採用2D的頭像。

## 戰鬥系統
在地圖上與敵人接觸後會自動進入戰鬥，戰鬥是在戰鬥場景的特定範圍內進行。到『碧』為止人物為棋盤式行動，《閃》起則可在場景範圍內自由移動。戰鬥時根據玩家的指令決定各人物的行動，打倒敵人或是滿足特定條件後，戰鬥結束並且獲得經驗值及耀晶片（可換成米拉(金幣)）等獎勵，然後返回原本的地圖。如果選擇了逃跑指令也同樣能夠回到地圖上。若全部我方登場人物的HP皆歸0，則遊戲將會GAME OVER，之後可選擇重新此場戰鬥或是返回到遊戲開始時的選單目錄。
《Ⅶ》起增加了名為地圖遭遇戰（Attack Encounter）的功能。在地圖中操作角色從敵人後方接觸便可在戰鬥開始時進行全體先制攻擊（Fast Attack）；，也能在後方按下攻擊紐進行地圖攻擊，成功的話可使敵人暈眩且在一定的時間內限制其行動，此時與之接觸必定成為奇襲攻擊。如果操作角色的等級與敵人的差距夠大，則可以正面將其擊暈甚至直接在地圖上消滅敵人。若同時被複數敵人發現並接觸，則有機會進入連續戰鬥（Chain Battle）。
《閃》取消了過去隊伍中四名角色一起在地圖上移動的模式，改由僅有一名角色出現，移動角色可隨時更換。劇情事件與角色對話的表現上，人物多以3D模組為主，僅有動態語音時以2D頭像對話框的方式呈現。

### 戰鬥設定
於選單中的「Tactics」可以調整戰鬥開始時的人物的起始站位及S爆發技的選擇。戰鬥開始時的人物設置非常重要，考慮到各人物的特性之後配置的話，可以使我方在戰鬥中變得有利許多。
《Ⅶ》中隊伍人數上限提升為6人。分為主要隊伍的作戰成員（Attack Member）4人，以及支援隊伍的輔助成員（Support Member）2人。一樣在選單中的「Tactics」調整隊伍成員。輔助成員可在戰鬥中隨機出場以攻擊、回復或擾亂敵人等戰技支援主要隊伍。
《閃》取消了前作中戰鬥時只能選擇固定四名上場參戰，其他兩名專職支援的限制；在本作中隊伍最多可達七名角色，其他三名可隨時替換場上參戰的四名角色，也能隨時改變戰術連結成員。

### AT戰鬥系統
以行動順序作為主軸的戰鬥系統，名為「AT戰鬥系統」。
「AT（Action Time）」是指戰鬥時在畫面左方的行動順序欄。此欄顯示了戰鬥時的敵我全登場人物的行動順序。
AT欄最上方的人物就是該回合可行動的人物，行動後人物會移到AT欄的下方，直到又移動到最上方為止才可再次行動。AT欄的順序是根據人物的SPD值高低及所選擇的戰鬥指令決定，如果是移動等簡單的指令則能較快再次行動。不過若使用了戰技或是魔法，則該人物的下回合到來的速度會比較慢。
特殊技能如「連鎖戰技」和「S爆發技（S-Break）」能夠無視AT順序直接發動，不過發動後會無條件移動到AT欄的最下方。遊戲中有能提高SPD的魔法或是將行動順序提前的戰技，也有能夠使敵人行動順序延後的戰技。另外在與敵人接觸時，若接觸點為敵人後方則能夠先發制人，反之則會造成對我方戰鬥情勢較不利的狀況。

#### AT獎勵
對象行動時，根據行動回合的不同有可能獲得AT獎勵，AT獎勵顯示在戰鬥畫面左方的行動順序欄旁。
AT獎勵的種類有：
- 代號：●全作品登場、○特定戰鬥登場

| 種類       | 効果                                                        | FC/SC | the 3rd | VII | 閃 | 晓 |
| ---------- | ----------------------------------------------------------- | ----- | ------- | --- | -- | -- |
| HP HEAL    | 黃色愛心：HP部分回覆                                        | ●     | ●       | ●   | ●  | ●  |
| EP HEAL    | 藍色愛心：EP部分回覆                                        | ●     | ●       | ●   | ●  | ●  |
| CP HEAL    | 綠色愛心：CP部分回覆                                        | ●     | ●       | ●   | ●  | ●  |
| STR UP     | ↑：攻擊力上升                                               | ●     | ●       |     |    |    |
| CRITICAL   | ！：攻擊、魔法、回覆的效果變為原本的1.5倍                   | ●     | ●       | ●   | ●  | ●  |
| SEPITH UP  | 七耀石圖案：七耀石的碎片掉落數增加                          | ●     | ●       | ●   | ●  |    |
| RUSH       | Rush：連續2回合行動                                         |       | ●       | ●   |    | ●  |
| VANISH     | Vanish：被攻擊對象將會從戰場消失2個回合且EP變為0            |       | ●       | ○   | ○  |    |
| DEATH      | Death：即死攻擊                                             |       | ●       | ○   | ○  |    |
| GUARD      | Guard：被攻擊對象不受傷害。                                 |       | ●       | ○   |    | ●  |
| ITEM GET   | Item：100%從被攻擊對象身上獲得戰利品。                      |       | ●       |     |    |    |
| TEAM RUSH  | 我方取得可得到全體一起攻擊。 敵方取得會降低我方的行動順序。 |       |         | ●   |    |    |
| ZERO ART   | 使用魔法毋須驅動時間，不消費EP                              |       |         |     | ●  |    |
| CP 0       | CP歸零                                                      |       |         |     | ○  |    |
| BAD ATTACK | 攻擊、魔法附加隨機狀態異常                                  |       |         |     | ○  |    |

有時玩家必須為了搶奪AT獎勵而思考戰術，因為有些獎勵對於戰局勝敗影響甚大。（例如：！、Death、Vanish）。

### 指令
戰鬥中能夠選擇的指令。
攻擊
用以指定作為攻擊對象的敵人，攻擊對象進入攻擊範圍則移動位置攻擊。如果敵人不在移動範圍。則只會進行移動。
移動
指定移動至戰場上某一位置，下一個行動順序的到來會比其他指令快。
魔法
消費EP使用魔法。需要詠唱時間，選擇後在下一個行動順序發動。詠唱時間根據魔法有所不同，在封魔狀態不能選擇且有可能被敵人用戰技打斷。
戰技
角色各自的特殊攻擊。消費CP使之發動，威力比一般攻擊強且多附帶特殊效果。與魔法不同不需要詠唱時間。
道具
使用各種恢復道具的指令，移動到選擇對象的身邊後使用。道具為全隊伍共有，每一位成員都能使用。
撤退
從戰鬥離開。特定的戰鬥不能選擇。依照進入戰鬥的狀況，撤退的成功率也會不同，並且會逐次增加。
爆靈（BURST）
《碧》中新增的專屬指令。在特定的戰鬥中，隊伍中可行動的成員在四人以上時，藉由攻擊敵人累積「BURST POINT」到最大值即可發動。發動後BP歸零，被敵人攻擊或達到發動量後一定時間不使用都會使BP減少。
在爆靈效果期間有「加快我方角色的行動順序」、「解除所有狀態異常」、「不需詠唱時間即可發動魔法」、「攻擊威力提升」、「經驗值加成」等多種獎勵。
戰術連結（LINK）
《閃》中新增的專屬指令。可以在戰鬥中更改同伴間戰行連結的組合。連結發動時能回復部分HP（在戰鬥中發動才行），並依據連結對象能在戰鬥中發揮各種追加攻擊、協助防禦或支援回復的效果。
交換
《閃》中新增的指令。更換戰鬥隊員，換入的戰鬥隊員可以即時行動，但行動後的硬直時間會增加。

### 戰技
消耗CP（Craft Point）發動的特殊攻擊。每個角色的等級到達一定程度時能夠獲得新的戰技。除了一般的戰技以外，CP達到100以上時可以消耗全部CP使用角色的S戰技。S戰技也可以於設定成S爆發後直接從戰鬥畫面下方人物界面旁的紅色按鈕（PC版）或按主機手把組合鍵來發動。
戰技（Craft）
每個角色各自擁有的數種不同戰技。
有作為攻擊手段的攻擊戰技與作為戰鬥輔助的輔助戰技。
S戰技（Special Craft）
每個角色各自不同的必殺技。CP達到100以上時可以消耗所有CP發動。
依照角色的不同有著攻擊或者防禦回復的種類，效果比起普通的戰技更好。
在CP值200的狀態發動時，若是攻擊系的S戰技則威力增大，若是防禦或回復系的S戰技效果會加強。
S爆發技（S-Break）
於選單中的「Tactics」可以設定S爆發技發動時的S戰技選擇，功效為CP達到100以上時的人物可以不論現在的行動順序直接發動S戰技。
連鎖戰技（Chain Craft）
《SC》與《3RD》新增，可從戰技欄中選擇與一到三名隊友合作一同攻擊。
參加了此連鎖戰技的隊友都必須消耗CP，且行動順序會大幅變動，但是擁有幾乎媲美S戰技的威力，是極具戰略性的技能。
《Ⅶ》取消了由戰技欄中選擇的方式，而是由「雙人組合戰技」與「Team Rush獎勵發動四人連鎖攻擊」取代。
組合戰技（Combination Craft）
《Ⅶ》新增，可與一名隊友合作攻擊。
每位角色與不同的隊友都有各自不同的組合戰技，固定消耗CP值100。通過劇情事件可習得。在羈絆劇情過後可以提升戰技的等級增強威力。
支援戰技（Support Craft）
《Ⅶ》新增，支援隊伍的輔助成員在戰鬥中使用的技能。
每位角色在支援隊伍時都有各自不同的輔助技能。在戰鬥中隨機出現以輔助技能幫助主要隊伍成員。

### 魔法
本作的魔法稱為導力魔法（Obral Arts）。在導力器中設置結晶迴路會產生的魔法技能，根據設置的結晶迴路種類變化，魔法也會隨之改變。使用魔法必須消耗一定量的EP值。
戰術導力器
設置結晶迴路後能夠發動「導力魔法」的導力器。根據使用者的特性構造也不同。
《FC》戰術導力器稱為「Orbment」，導力器為6個插槽，且有些是關閉的，必須至各城市的工房開封才行。多數角色的戰術導力器有些特定插槽只能設置特定屬性的結晶迴路。
《SC》後由於新型「Orbment」的開發，增加為7個插槽，且孔還有等級之分，遊戲後期想要使用威力強大的魔法就必須到工房把每個孔的等級提升到最高。此外開孔及將孔升級都會使該角色的最大EP值上升。
《零》使用了新型號的「Enigma」，發動導力魔法的功能上與「Orbment」無太大差異。
《碧》的「Enigma II」中心須嵌著名為「核心迴路」的新型結晶迴路。
《閃》的「ARCUS」戰術導力器，除了有中心的「核心迴路」，周邊的插槽更擴充至8個。與其他作品不同的是，所有可控角色的ARCUS均有3個屬性限定的插槽。
結晶迴路
由耀晶片構成的迴路，設置在導力器上後，可以發揮強化角色能力的效果。此外，根據設置時的組合方式還能使用導力魔法。結晶迴路需到工房花費耀晶片製作。
耀晶片
七耀石的碎片，擁有7種屬性，是製做結晶迴路的素材，可以在與魔獸的戰鬥中獲得。
屬性
耀晶片、結晶迴路、魔法都有地、水、火、風、時、空、幻七種屬性，各種屬性都有不同的效果。
屬性值
結晶迴路所擁有的屬性強度。基本上大部分的結晶迴路都會同時擁有多種屬性。
魔法組成
各魔法皆有其所要求屬性值，玩家必須在7個插槽內（《FC》為6個）拼湊結晶迴路完成自己所想要的魔法。擁有單一條長鏈的導力器結構的人物的基本ATS值較高，且更容易組合出強大的攻擊魔法。結晶鏈分支越多，則該人物越不擅長魔法攻擊。
《閃》則取消了以屬性值拼湊魔法的設定，改由結晶迴路本身自帶魔法。
核心迴路（Master Quartz）
《碧》的「Enigma II」以及《閃》的「ARCUS」在中央插槽使用的新型結晶迴路。
《碧》不再有人物屬性限制，是能夠隨著持有者的使用而成長的新型迴路。
《閃》的大部分核心迴路亦附帶魔法，隨著迴路升級而增加，但是取消了角色參數加成類迴路的負面加成和屬性結算，在魔法和加成上也有很大不同。

### 戰術連結
戰術連結
《閃》新要素，將戰鬥場上兩名角色進行戰術連結，施展各式各樣有利於戰鬥的連結技能。
連結組合可在戰鬥中進行變更，隨著同伴間的連結等級上升，可以習得更多的強力連結技能。
攻擊屬性
除過去的七大魔法屬性外，新增了四大攻擊屬性設定，分別為「斬、突、射、剛」。
每位角色各自有擅長的攻擊屬性，敵人隨著種類差異也有各自懼怕的攻擊屬性，在戰鬥中攻擊敵人弱點屬性，一定機率使敵人體勢崩潰後，即可發動連結攻擊。
連結攻擊（Link Attack）
在敵人體勢崩潰後發動的攻擊。
一般發動的是追擊，發動成功後可獲得「Brave Point(ブレイブポイント)」，累積Brave Point後可發動與連結同伴合作攻擊的「Rush(ラッシュ)」，或是與全體成員一起發動攻擊的「Burst(バースト)」。
連結技能（Link Ability）
隨著同伴間的戰術連結經驗增加，有機會在戰鬥中發動各種連攜技能，例如追加致命一擊、格擋、回復HP等。

## 版本
平台簡稱
- 98：Windows 98、Me：Windows Millennium Edition、2k：Windows 2000、XP：Windows XP、Vi：Windows Vista、7：Windows 7、8：Windows 8、10：Windows 10
- PS3：PlayStation 3、 PS4：PlayStation 4
- PSP：PlayStation Portable、PS Vita：PlayStation Vita
- Switch：Nintendo Switch

|             | 日本Falcom開發 | 日本Falcom開發 | 授權其它廠商開發 | 授權其它廠商開發 | - 即使系統被修改，其他公司開發的系統原則上也被視為移植。 - 『曉之軌跡』的原始版本被視為另一家公司開發的原創作品。 |
| 原創平台/OS | 移植平台/OS    | 原創平台       | 移植平台         |                  | - 即使系統被修改，其他公司開發的系統原則上也被視為移植。 - 『曉之軌跡』的原始版本被視為另一家公司開發的原創作品。 |
| 首發版      | ★              | ☆              | ▲                | △                | - 即使系統被修改，其他公司開發的系統原則上也被視為移植。 - 『曉之軌跡』的原始版本被視為另一家公司開發的原創作品。 |
| 重製版      | ●              | ○              | --               | --               | - 即使系統被修改，其他公司開發的系統原則上也被視為移植。 - 『曉之軌跡』的原始版本被視為另一家公司開發的原創作品。 |

| Ⅵ    | 空之軌跡                         | FC                               | ★ | ★ | ★ | ★         | ○         | ○         | ○         |   | △ | ○ |   |   | ○ | △ |   | 2004年 6月24日 | 2006年4月22日  |
| Ⅵ    | 空之軌跡                         | SC                               | ★ | ★ | ★ | ★         | ○         | ○         | ○         |   | △ | ○ |   |   | ○ | △ |   | 2006年 3月 9日 | 2007年11月13日 |
| Ⅵ    | 空之軌跡                         | the 3rd                          | ★ | ★ | ★ | ★         | ★         | ○         | ○         |   | △ | ○ |   |   | ○ | △ |   | 2007年 6月28日 | 2008年8月26日  |
| Ⅶ    | 零之軌跡                         | 零之軌跡                         |   |   |   | △         | △         | △         | △         |   | △ |   | ○ |   | ★ | △ | △ | 2010年 9月30日 | 2011年9月10日  |
| Ⅶ    | 碧之軌跡                         | 碧之軌跡                         |   |   |   | △(中文版) | △(中文版) | △(中文版) | △(中文版) |   | △ |   | ○ |   | ★ | △ | △ | 2011年 9月29日 | 2013年4月12日  |
| Ⅷ    | 閃之軌跡                         | I                                |   |   |   |           |           | △         | △         | △ | △ | ★ | ○ |   |   | ★ | △ | 2013年 9月26日 | 2014年6月24日  |
| Ⅷ    | 閃之軌跡                         | II                               |   |   |   |           |           | △         | △         | △ | △ | ★ | ○ |   |   | ★ | △ | 2014年 9月25日 | 2014年9月25日  |
| Ⅷ    | 閃之軌跡                         | III                              |   |   |   |           |           |           |           |   | △ |   | ★ |   |   |   | △ | 2017年 9月28日 | 2018年11月1日  |
| Ⅷ    | 閃之軌跡                         | IV                               |   |   |   |           |           |           |           |   | △ |   | ★ |   |   |   | △ | 2018年 9月27日 | 2019年3月7日   |
|      | 創之軌跡                         | 創之軌跡                         |   |   |   |           |           |           |           |   | △ |   | ★ |   |   |   | △ | 2020年 8月27日 | 2020年8月27日  |
| Ⅸ    | 黎之軌跡                         | I                                |   |   |   |           |           |           |           |   | △ |   | ★ | ○ |   |   |   | 2021年 9月30日 | 2022年2月10日  |
| Ⅸ    | 黎之軌跡                         | II                               |   |   |   |           |           |           |           |   | △ |   | ★ | ★ |   |   |   | 2022年 9月29日 |                |
| -    | 曉之軌跡                         | 曉之軌跡                         |   |   |   |           |           | ▲         | ▲         | ▲ |   | △ | △ |   |   | △ | △ | 2016年 8月31日 |                |
| 衍生 | 伊蘇vs.空之軌跡 Alternative Saga | 伊蘇vs.空之軌跡 Alternative Saga |   |   |   |           |           |           |           |   |   |   |   |   | ★ |   |   | 2010年 7月29日 |                |
| 衍生 | 那由多之軌跡                     | 那由多之軌跡                     |   |   |   |           |           |           |           |   | △ |   | ○ |   | ★ |   | ○ | 2012年 7月26日 | 2021年10月21日 |

### 空の軌跡 PSP版
- 英雄伝説 空の軌跡 FC（PlayStation Portable、2006年9月28日開賣）
- 英雄伝説 空の軌跡 SC（PlayStation Portable、2007年9月27日開賣）
- 英雄伝説 空の軌跡 the 3rd（PlayStation Portable、2008年7月24日開賣）

日本Falcom內部移植。添加了Windows版沒有的新元素，如魔獸手冊等。
Windows版的畫面顯示中，螢幕長寬比為4:3，螢幕解析度從原本的640×480（VGA）到最大的1024x768(XGA)都能支援，並且為了符合PSP版的硬體規格，將螢幕長寬比調整為16:9，螢幕解析度調整為480x272。
《空之軌跡FC》PSP版發售前，預購量不佳，初期販售18,000套。此後銷量繼續低迷，但隨著一年後《SC》的上映，《FC》也開始走紅。此後，它成為了一款出色的長期暢銷產品，並推動了日本Falcom的業績。隨著這項作品的爆紅，自1980年代初期成立以來一直主要在PC遊戲市場開發產品的日本Falcom決定將開發重點轉移到家用遊戲主機上。

### Remaster版（改）
皆由日本Falcom內部移植。在PlayStation平台上發布作品，遊戲都移植到了當時最新的機型上，內容基本沒有變化，變化主要集中在支持高畫質螢幕上。具有讀取原本記錄檔的機制，所以在移植版上也可以透過讀取PSP版存檔來繼續遊玩。

#### 空の軌跡：改
- 英雄伝説 空の軌跡FC：改 HD EDITION（PlayStation 3、2012年12月13日開賣）
- 英雄伝説 空の軌跡SC：改 HD EDITION（PlayStation 3、2013年4月25日開賣）
- 英雄伝説 空の軌跡 the 3rd：改 HD EDITION（PlayStation 3、2013年6月27日開賣）

PSP版本被移植到PlayStation 3、支持HD螢幕。 能與PSP版本共享存檔。
此外，《英雄伝説 空の軌跡FC：改 HD EDITION》是日本Falcom的第一個PlayStation 3作品。

#### 閃の軌跡：改
- 英雄伝説 閃の軌跡I：改-Thors Military Academy 1204-（PlayStation 4、2018年3月8日開賣）
- 英雄伝説 閃の軌跡II：改-The Erebonian Civil War-（PlayStation 4、2018年4月26日開賣）

將PlayStation 3、PlayStation Vita發行的作品移植至PlayStation 4，為配合《閃Ⅲ》（2017年9月）及《閃Ⅳ》（2018年9月）的發布，這是為了將《閃》系列發布在同一個平台上的企劃。
您還可以使用PS3/Vita版本的Cross Save功能讀取PS3/Vita版本存檔。
除了支援60FPS（HD輸出）與4K輸出，功能方面也有新增，配備了PS3/Vita版本所沒有的高速Skip Mode，並且可以將移動與戰鬥的運行速度進行兩倍或四倍的切換。
作品名稱中添加了PS3/Vita版本中沒有的副標題。

#### 零の軌跡：改、碧の軌跡：改
- 英雄伝説 零の軌跡：改（PlayStation 4、2020年4月23日開賣）
- 英雄伝説 碧の軌跡：改（PlayStation 4、2020年5月28日開賣）

### Renewal版（Evolution）
以上的企劃經由Chara-ani規劃，將PSP上發布的遊戲移植到PS Vita。日本Falcom作為一個監督方去參與，企劃方和製作方由Chara-ani與Pyramid, Inc共同參與.，銷售則由角川遊戲來處理。
隨著移植，劇情對話全程配音，重新製作的BGM，追加新的任務要素等。除了根據PS Vita的螢幕規格提升畫面解析度，還增加了部分遊戲內事件的插畫。與前述Remaster版本不同，存檔與原始PSP版本不相容。 

#### 零の軌跡 Evolution、碧の軌跡 Evolution
- 英雄伝説 零の軌跡 Evolution（PlayStation Vita、2012年10月18日開賣）
- 英雄伝説 碧の軌跡 Evolution（PlayStation Vita、2014年6月12日開賣）

《零の軌跡 Evolution》對Chara-ani而言，相當於進入遊戲產業的第一部作品。

#### 空の軌跡 Evolution
- 英雄伝説 空の軌跡FC Evolution（PlayStation Vita、2015年6月11日開賣）
- 英雄伝説 空の軌跡SC Evolution（PlayStation Vita、2015年12月10日開賣）
- 英雄伝説 空の軌跡 the 3rd Evolution（PlayStation Vita、2016年7月14日開賣）

在這個系列中，每個角色的立繪和S戰技動畫等插圖，全部都有改變。

## 外部連結
- 官方网站 （日語）